# ویلکس-بار (پنسیلوانیا)
ویلکس-بار (به انگلیسی: Wilkes-Barre) شهری در ایالت پنسیلوانیا کشور ایالات متحده آمریکا است که جمعیت آن در سرشماری سال ۲۰۱۰ میلادی، ۴۱٬۴۹۸ نفر بوده‌است.